# Simple Plan (album)
Simple Plan je třetí řadové album pop-punkové skupiny Simple Plan z roku 2008.

## Seznam skladeb
| Pořadí         | Název               | Délka |
| -------------- | ------------------- | ----- |
| 1.             | When I'm Gone       | 3:58  |
| 2.             | Take My Hand        | 3:52  |
| 3.             | The End             | 3:22  |
| 4.             | Your Love Is A Lie  | 3:42  |
| 5.             | Save You            | 3:45  |
| 6.             | Generation          | 3:02  |
| 7.             | Time To Say Goodbye | 2:56  |
| 8.             | I Can Wait Forever  | 4:54  |
| 9.             | Holding On          | 5:03  |
| 10.            | No Love             | 3:15  |
| 11.            | What If             | 5:54  |
| Celková délka: | Celková délka:      | 43:33 |